# فورثامپتون
فورثامپتون (به انگلیسی: Forthampton) یک روستا و محله مدنی در بریتانیا است که در Tewkesbury Borough واقع شده‌است. فورثامپتون ۱۴۴ نفر جمعیت دارد.